# 愛可信

愛可信公司（ACCESS Co., Ltd.、株式会社ACCESS）於1984年在日本東京創立，是一家為如手提電話、個人數碼助理、遊戲機與機頂盒等具連線能力的裝置提供嵌入式軟體的公司。
愛可信因其瀏覽器產品NetFront而獲得廣泛認可，到2005年11月為止已配置到20000萬個裝置上 。NetFront是日本NTT DoCoMo數據服務i-mode的主要構成部分，亦是索尼PSP與PlayStation 3所採用的瀏覽器。
2005年9月愛可信收購Palm OS與BeOS的所有者PalmSource公司。

## 請參閱
- Qtopia
- Windows Mobile
- Symbian OS

## 外部連結
- 官方網站 （页面存档备份，存于）